# C.F. de Fine Skibsted
Carl Frederik de Fine Skibsted (14. august 1854 i København – 20. marts 1930 sammesteds) var en dansk officer og kammerherre.
Han var søn af kommandør Oluf de Fine Skibsted og hustru, blev sekondløjtnant 1875, premierløjtnant 1880, forsat til Den Kongelige Livgarde 1882, blev kaptajn 1892 og fik afsked fra Hæren 1906. Han var medlem af justitskommissionen for Koloniallotteriet. 8. april 1898 blev han Ridder af Dannebrog og senere Dannebrogsmand og bar syv udenlandske ordener.
Skibsted blev gift 29. maj 1886 i Sankt Pauls Kirke med Astrid With (21. november 1864 i København - 26. september 1946 i Vedbæk), datter af konferensråd og professor C.E. With.